# 海马齿
海马齿（学名：Sesuvium portulacastrum）为番杏科海马齿属的植物。分布于全球热带和亚热带海岸、台湾岛以及中国大陆的广东、东沙岛、福建、海南等地，一般生于近海岸的沙地上。

## 分佈
廣布全球熱帶和亞熱帶海岸；福建、廣東沿海亦有。台灣及離島海岸及近海魚塭、河海口、海埔地、岩岸礁石上常見群生。

## 用途

### 药用
性味：全草：甘、微辛、平。效用：全草：清熱解毒，散瘀消腫。台灣海邊居民用海馬齒治蟳螯咬傷，因有『蟳螯菜』之名。

### 养殖业
對魚塭養殖業者而言，海馬齒可以保護魚塭堤岸，垂入水中的海馬齒亦可以為魚塭中的魚類提供遮陽處所，腐爛葉片亦可供魚類食用，好處多多。對一些鳥類而言，他是築巢的好材料。莖葉可供豬食。

### 食用
外國有人採為疏菜食用，烹煮時，若怕有鹹味，可先用開水汆燙 1 次再利用。本品有毒，可能是其具有膽鹼酶抑制作用，過量可能會造成頭昏，腹脹，腹疼，失眠等症狀。

### 观赏
全株可作为小盆景进行观赏，因其卓越的耐淹和耐盐性能，近年来在中国大陆也被开发为海水水族箱当中的观赏植物。

## 异名
- Trianthema portulacastrum L.